# Caçarelhos e Angueira
Caçarelhos e Angueira (oficialmente, União das Freguesias de Caçarelhos e Angueira) é uma freguesia portuguesa do município de Vimioso, com 53,16 km² de área e 296 habitantes (censo de 2021). A sua densidade populacional é 5,6 hab./km².

## História
Foi criada aquando da reorganização administrativa de 2013, resultando da agregação das antigas freguesias de Caçarelhos e Angueira.

## Demografia
A população registada nos censos foi:
| Ano  | 0-14 Anos | 15-24 Anos | 25-64 Anos | > 65 Anos |
| 2001 | 31        | 44         | 214        | 144       |
| 2011 | 22        | 24         | 134        | 155       |
| 2021 | 17        | 17         | 103        | 159       |

À data da junção das freguesias, a população registada no censo anterior foi:
| Freguesia atual                               | Freguesia atual  | Freguesia atual | Freguesias antigas | Freguesias antigas | Freguesias antigas |
| Freguesia                                     | População (2011) | Área (km²)      | Freguesia          | População (2011)   | Área (km²)         |
| --------------------------------------------- | ---------------- | --------------- | ------------------ | ------------------ | ------------------ |
| União das Freguesias de Caçarelhos e Angueira | 335              | 53,16           | Caçarelhos         | 219                | 30,98              |
| União das Freguesias de Caçarelhos e Angueira | 335              | 53,16           | Angueira           | 116                | 22,18              |